# Perales del Puerto
Perales del Puerto – gmina w Hiszpanii, w prowincji Cáceres, w Estramadurze, o powierzchni 36,28 km². W 2011 roku gmina liczyła 966 mieszkańców.